# Gyula Elek
Gyula Elek (* 20. Februar 1932; † 23. Mai 2012) war ein ungarischer Handballspieler und -trainer.

## Karriere
Elek spielte aktiv Handball bei den Vereinen Taurus, Elektromos, Bp. Kinizsi und Ferencváros Budapest. Im Jahr 1966 übernahm er das Traineramt der Frauenmannschaft von Ferencváros. Unter seiner Leitung gewann der Verein 1966, 1968, 1969 und 1971 die ungarische Meisterschaft sowie 1967, 1970, 1972 und 1977 den ungarischen Pokal. Ferencváros scheiterte in der Saison 1970/71 im Finale des Europapokals der Landesmeister am sowjetischen Spitzenverein Spartak Kiew. 1978 gewann Ferencváros den Europapokal der Pokalsieger. Im Finale setzte sich die Mannschaft mit 18:17 gegen den SC Leipzig durch. Ein Jahr später stand Ferencváros erneut im Finale des Europapokals der Pokalsieger, jedoch unterlag die Mannschaft diesmal gegen TSC Berlin. Nachdem Elek im Jahr 1985 sein Traineramt abgegeben hatte, war er nochmals zwischen 1990 und 1992 bei Ferencváros als Trainer tätig.

## Sonstiges
Seiner Ehefrau Anna Rothermel war Handballnationalspielerin. Sein Sohn Gábor Elek ist ebenfalls als Handballtrainer tätig.